# Podgora, Splitsko-dalmatinska županija
Podgora je ribiško in turistično naselje, središče istoimenske občine in manjše pristanišče v Splitsko-dalmatinski županiji (Hrvaška).

## Geografija
Podgora, ki ga sestavljata starejši del na pobočju gorskega masiva Biokova in novejši del ob morski obali, leži jugovzhodno od Makarske ob cesti Split - Dubrovnik. V okolici je več izvorov pitne vode in zdravilni izvir Klokun. V naselju in okolici je veliko rastlinja, ob morju pa lepa plaža.
Manjše pristanišče varuje okoli 100 m dolg valobran, na koncu katerega je svetilnik, ki oddaja svetlobni signal: R Bl 3s. Nazivni domet svetilnika je 4 milje. Pristajanje je mogoče v pristanu globine 4 m, ki je odprt vsem vetrovom od severo do jugozahodnih.

## Demografija
| Pregled števila prebivalcev po letih | Pregled števila prebivalcev po letih | Pregled števila prebivalcev po letih | Pregled števila prebivalcev po letih | Pregled števila prebivalcev po letih | Pregled števila prebivalcev po letih | Pregled števila prebivalcev po letih | Pregled števila prebivalcev po letih | Pregled števila prebivalcev po letih | Pregled števila prebivalcev po letih | Pregled števila prebivalcev po letih | Pregled števila prebivalcev po letih | Pregled števila prebivalcev po letih | Pregled števila prebivalcev po letih | Pregled števila prebivalcev po letih |
| ------------------------------------ | ------------------------------------ | ------------------------------------ | ------------------------------------ | ------------------------------------ | ------------------------------------ | ------------------------------------ | ------------------------------------ | ------------------------------------ | ------------------------------------ | ------------------------------------ | ------------------------------------ | ------------------------------------ | ------------------------------------ | ------------------------------------ |
| 1857                                 | 1869                                 | 1880                                 | 1890                                 | 1900                                 | 1910                                 | 1921                                 | 1931                                 | 1948                                 | 1953                                 | 1961                                 | 1971                                 | 1981                                 | 1991                                 | 2001                                 |
| 1246                                 | 1416                                 | 1516                                 | 1891                                 | 1962                                 | 2101                                 | 1901                                 | 1794                                 | 1547                                 | 1448                                 | 1261                                 | 1321                                 | 1302                                 | 1452                                 | 1534                                 |

## Gospodarstvo
Glavna gospodarska dejavnost je turizem. Poleg tega pa se prebivalci ukvarjajo še z ribolovom, vinogradništvom, sadjarstvom in pridelavo oljk
V Podgori je tudi marina, ki ima 240 privezov na globini do 5 m, priključke za elektriko in vodo, dvotonsko dvigalo in splavno drčo.

## Zgodovina
V srednjem veku je kraj zamenjal več lastnikov. Leta 1483 pride Podgora v last Turkov. Prebivalci Podgore in okoliških naselij so se na pobudo ruskega admirala Senjavina leta 1807 uprli Napoleonovi vojski.
Po zlomu upora je bil del prebivalstva, da bi se izognil francoskim represalijam prisiljen pobegniti na otoke.
Baročna cerkev sv. Tekle, postavljena 1720 je bila v potresu 1962 porušena. Od baročne počitniške hiše družine Mrkušić se je ohranil samo portal, ki sedaj stoji na vhodu v hotelski park.
V NOB je bila Podgora z okolico eno izmed prvih osvobojenih ozemelj v Dalmaciji. Tu je bil 10. septembera 1942 ustanovljen prvi partizanski morski vod JRM.  23. januarja 1943 pa prvi mornariški odred JRM. V spomin na ta dogodek so na vzpetini rta Tekla postavili spomenik v obliki stiliziranih galebjih kril.
Med drugo svetovno vojno je Podgora doživela štirideset bombandiranj.

## Znane osebe
- Don Mihovil Pavlinović, hrvaški književnik in politik (1831 - 1887)